# José Míguez Bonino
José Míguez Bonino (ur. 5 marca 1924 w Rosario, zm. 1 lipca 2012 w Tandil) – argentyński teolog protestancki, metodysta, jeden z pionierów latynoamerykańskiej teologii wyzwolenia, działacz ekumeniczny i społeczny, uczestnik Soboru Watykańskiego II jako jedyny protestancki obserwator z Ameryki Łacińskiej. 

## Życiorys
Jego matka była pochodzenia włoskiego, a ojciec galicyjskiego. Od młodości związany był z Kościołem Metodystycznym, w którym aktywnie działał. W latach 1943–1948 studiował teologię na Uniwersytecie w Buenos Aires. Po zakończeniu studiów działał duszpastersko w Boliwii, a następnie jako pastor w Mendozie w Argentynie.
Wkrótce wyjechał do Stanów Zjednoczonych, gdzie ukończył studia magisterskie w Candler School of Theology w Atlancie. W 1954 został profesorem teologii dogmatycznej w Buenos Aires, a w 1958 podjął dalsze studia na Union Theological Seminary w Nowym Jorku. Tam w 1960 obronił doktorat, poświęcony problematyce ekumenizmu.
W 1961 objął funkcję dyrektora Wydziału Teologii Ewangelickiej (późniejszy ISEDET – Ewangelicki Instytut Studiów Wyższych w Teologii), gdzie kierował studiami podyplomowymi. Równocześnie pełnił funkcję głównego pastora Kościoła Metodystycznego w Buenos Aires.

### Działalność ekumeniczna i społeczna
Podczas Soboru Watykańskiego II (1962–1965) był jedynym protestanckim obserwatorem z Ameryki Łacińskiej.
W latach 1961–1977 był członkiem Komisji ds. Wiary i Porządku Światowej Rady Kościołów (WCC), a w latach 1975–1983 pełnił funkcję członka prezydium tej organizacji. W latach 1970–1976 był sekretarzem wykonawczym Południowoamerykańskiego Stowarzyszenia Instytucji Teologicznych.
W 1994 został wybrany do Zgromadzenia Konstytucyjnego, które dokonało nowelizacji konstytucji Argentyny. Choć nie był członkiem żadnej partii politycznej, aktywnie uczestniczył w pracach nad zapisami dotyczącymi praw człowieka i kwestii społecznych.

## Myśl teologiczna
Był mocno związany z ideami ewangelii społecznej, choć krytykował jej nadmierny idealizm oraz teologiczne uproszczenia. W swojej pracy dążył do powiązania przesłania biblijnego z zaangażowaniem społecznym i etyką polityczną, szczególnie w kontekście ubóstwa i obrony praw człowieka.
Ważną inspiracją w jego myśli była teologia Karla Bartha. Postulował wspólnotową interpretację Biblii, sprzeciwiając się indywidualizmowi w lekturze Pisma Świętego.
Bonino uznawany jest za jednego z twórców latynoamerykańskiej teologii wyzwolenia, zarówno w kręgach katolickich, jak i protestanckich. Opisywał ją jako „odpowiedź pokolenia młodych katolików i ewangelików na wezwanie Ducha Świętego do odnowionego duchowego, etycznego i społecznego zaangażowania po stronie ubogich – wezwanie do nowej i integralnej ewangelizacji”.